# Ranunculus scythicus
Ranunculus scythicus är en ranunkelväxtart som beskrevs av Michail Klokov och Grossheim. Ranunculus scythicus ingår i släktet ranunkler, och familjen ranunkelväxter. Inga underarter finns listade i Catalogue of Life.